# Alectoria sarmentosa

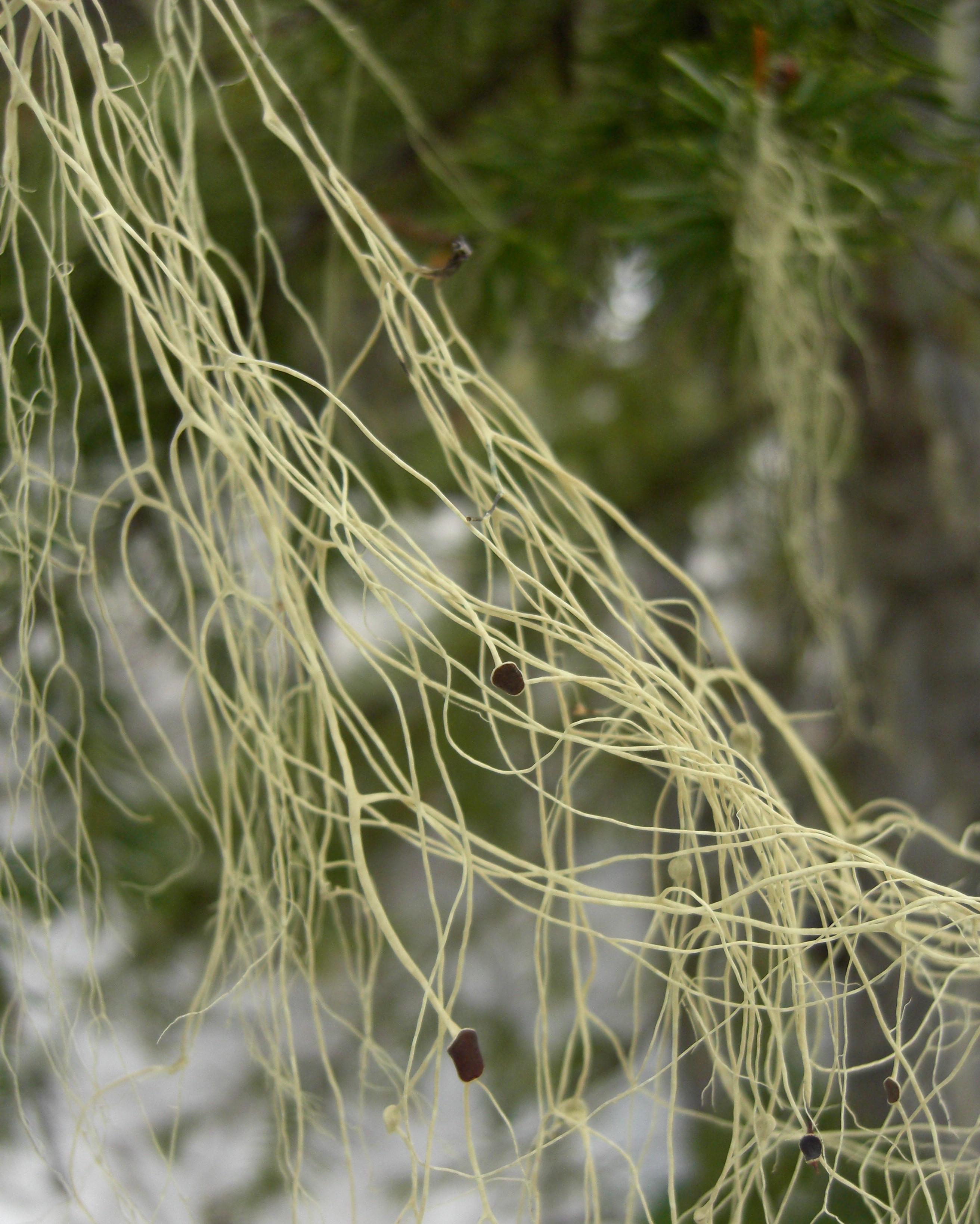
Thallus

Alectoria sarmentosa is een korstmos dat tot de orde Lecanorales van de ascomyceten behoort. Het is een draadvormig en bossig korstmos met een lange levensduur. Dit korstmos is een epifyt.
Alectoria sarmentosa groeit op de takken van naaldbomen en bladverliezende loofbomen in de noordelijke gematigde regenwouden met schone lucht. De bomen moeten voor voldoende zonlicht bij open plekken staan.
Het bossige, draadvormige thallus is sterk vertakt. Elke tak vertakt twee tot vier keer. De dikste takken zijn dikker dan 2,5 mm. De kleur varieert van grijsgroen tot geelgroen en wordt gewoonlijk naar de top donkerder. Op het oppervlak zitten smalle ribbels. De thalli vormen tot meer dan 10 cm lange, hangende matten. Alectoria sarmentosa vermeerdert zich door afgebroken stukjes thallus, die verspreidt worden door de wind.

## Gebruik
Dieren gebruiken Alectoria sarmentosa als voedsel, vooral in de winterperiode. Het sitkahert en de kariboe eten het korstmos zover als ze er bij kunnen komen en ook de op de grond liggende, afgewaaide stukken. Ook de vliegende eekhoorns gebruiken deze en andere korstmossen als voedsel en als nestmateriaal.
Vele inheemse bewoners van de Noordwestkust van Noord-Amerika en de Nuxalk in Canada gebruiken de vezels vooral voor luiers en als verbandmateriaal. Ze gebruikten de vezels ook voor valse wimpers en als haar bij dansmaskers. Sommige inheemse bewoners van Alaska en Canada maakten van de vezels poncho's en schoeisel.